# Municipio de Faxon
El municipio de Faxon (en inglés: Faxon Township) es un municipio ubicado en el condado de Sibley en el estado estadounidense de Minnesota. En el año 2010 tenía una población de 701 habitantes y una densidad poblacional de 12,61 personas por km².

## Geografía
El municipio de Faxon se encuentra ubicado en las coordenadas 44°38′39″N 93°50′28″O / 44.64417, -93.84111. Según la Oficina del Censo de los Estados Unidos, el municipio tiene una superficie total de 55.59 km², de la cual 54,03 km² corresponden a tierra firme y (2,8 %) 1,56 km² es agua.

## Demografía
Según el censo de 2010, había 701 personas residiendo en el municipio de Faxon. La densidad de población era de 12,61 hab./km². De los 701 habitantes, el municipio de Faxon estaba compuesto por el 97,15 % blancos, el 0,14 % eran afroamericanos, el 1 % eran amerindios, el 1,57 % eran asiáticos y el 0,14 % eran de una mezcla de razas. Del total de la población el 0,29 % eran hispanos o latinos de cualquier raza.